# سبرالية
سُبرالية (الاسم العلمي: Sobralia) هو جنس من السحلبيات يستوطن في المكسيك وأمريكا الوسطى والجنوبية. يكون هذا النبات شائعا بكثرة على الأرض، ولكنه أيضًا ينمو كنبات هوائي، في الغابات الرطبة بدءاً من مستوى سطح البحر إلى ارتفاع حوالي 8800 قدم، وقد سمي هذا النوع باسم الدكتور فرانسيسكو سوبرال، وهو عالم نبات إسباني، ويتم اختصار اسم هذا الجنس بسوب (Sop) في المجلات التجارية.